# Muntsa Rius
Muntsa Rius (Barcelona, 1963) és una actriu, cantant, professora i coach de tècnica vocal.

## Biografia
Amb estudis de ceràmica a l'Escola Massana i diplomada en Arts i Oficis per la Llotja de Barcelona com a ceramista, té el títol de Grau Mitjà de Cant pel Conservatori Superior de Música del Liceu amb M. Dolors Aldea com a professora. A més, té estudis de Piano i Cant, Solfeig i Harmonia al Conservatori Municipal de Barcelona, formació actoral al Col·legi del Teatre de Barcelona, formació en ballet clàssic a l'Escola de Dança Consol Villaubí, en ballet contemporani a l'Escola la Fàbrica i en claqué a l'Escola Timbal i formació en Estill Training.
Començà als musicals l'any 1988 formant part del repartiment original de Mar i Cel de Dagoll Dagom. Dins de la mateixa companyia també actuaria a Flor de nit (alternant el paper de Rosa) i Historietes. El 1995 interpretà en Tobias Ragg a Sweeney Todd, el barber diabòlic del carrer Fleet, dirigida per Mario Gas, i el 1996 la Maria de West Side Story. El 1997 participà a les produccions de El retaule del flautista i Company; i el 1998-99 a Master Class, juntament amb Núria Espert. El 2001 estrenà el seu tercer Sondheim, A Little Night Music, de nou amb Mario Gas; a la que li seguirien Mare Coratge al TNC i Amants. El 2007 interpretà a Tanya a Mamma Mia!
El 2011/12 interpretà el seu quart Sondheim, Follies, com a "Sally Duran", de nou dirigida per Mario Gas. El 2013/14 participa a T'estimo, ets perfecte, ja et canviaré!, a la que seguirien Moustache (2016) i Carrie. Del juliol del 2022 a l'abril del 2023 fa la gira de La Cage Aux Folles per Espanya amb Nostromo, fent el paper de Jacqueline.
Va donar veu a la sintonia d'inici i final de la sèrie Sakura, la caçadora de cartes i a la musa Terpsícore a la pel·lícula Hèrcules
A la televisió ha format part dels equips docents d'Operación Triunfo (2006/07), El coro de la carcel (2006) i Buscant la Trinca (2010); i va fer el personatge de "Maite Pinón" a El cor de la ciutat.
Des del 2005 va fer professora de cant a l'Acadèmia de Comèdia Musical Coco Comín de Barcelona; i des d'ací ha exercit des del 2019 com a coach vocal dels nens que fan el musical Billy Elliot, retirant-se de la docència musical el 2024 i tornant a la ceràmica.

## Crèdits professionals
Font: Associació d'Actors i Directors Professionals de Catalunya
| Any       | Espectacle                                        | Paper                    | Direcció                                        | Teatre                                                     |
| --------- | ------------------------------------------------- | ------------------------ | ----------------------------------------------- | ---------------------------------------------------------- |
| 1988 / 90 | Mar i Cel                                         | Saïd nen / Montserrat    | Joan Lluís Bozzo                                | Teatre Victòria (Barcelona) Teatro Albéniz (Madrid)        |
| 1991 / 93 | Flor de nit                                       | Rosa (Cover)             | Joan Lluís Bozzo                                | Teatre Victoria. Barcelona.                                |
| 1993 / 94 | Historietes de Dagoll Dagom                       | Diversos personates      | Joan Lluis Bozzo                                | Teatre Victoria (Barcelona) Teatro Maria Guerrero (Madrid) |
| 1995      | Sweeney Todd: el barber diabòlic del carrer Fleet | Tobias Ragg.             | Mario Gas                                       | Teatre Poliorama. Barcelona                                |
| 1996 / 97 | El retaule del flautista                          | Frida.                   | Joan Lluis Bozzo.                               | Teatre Condal. Barcelona                                   |
| 1997      | Company                                           | Kathy                    | Calixto Bieito                                  | Mercat de les Flors. Barcelona                             |
| 1997      | West Side Story                                   | Maria                    | Ricard Reguant                                  | Teatre Tivoli. Barcelona                                   |
| 1998 / 99 | Master Class                                      | Sharon Mc.Donald         | Mario Gas                                       | Teatro Marquina (Madrid) Teatre Poliorama. Barcelona       |
| 2000/2001 | A Little Night Music                              | Mrs. Nördstrom           | Mario Gas                                       | Teatre Novedades. Barcelona                                |
| 2001      | Mare coratge                                      |                          | Mario Gas                                       | Teatre Nacional de Catalunya                               |
| 2002      | El perro del hortelano                            | Anarda                   | Magüi Mira                                      | Teatre Condal. Barcelona                                   |
| 2002/2003 | Amants                                            | Lucy                     | Paco Mir                                        | Teatre Villarroel de Barcelona                             |
| 2007/2009 | Mamma Mia!                                        | Tània                    | Andrew Wale, Paul Garrington i Nichola Treherne | Teatre Barcelona Teatre Musical                            |
| 2010      | The black rider                                   | Anne                     | Víctor Àlvaro                                   | Almeria Teatre                                             |
| 2011-2012 | Follies                                           | Sally Duran Plumer       | Mario Gas                                       | Teatro Español (Madrid) Festival de Peralada'12            |
| 2013-2014 | T'estimo ets perfecte, ja et canviaré             | Diversos personatges     | Elisenda Roca                                   | Teatre Poliorama                                           |
| 2015      | Guapos i pobres                                   |                          | Toni Martín                                     | Teatre Goya de Barcelona                                   |
| 2015/16   | Boges                                             | Martiri                  | Joan M. Segura                                  | Sala Muntaner de Barcelona                                 |
| 2016/17   | Moustache                                         |                          | Coco Comín                                      | Teatre Apolo de Barcelona                                  |
| 2018/19   | Carrie                                            | Margaret White           | Ferran Guiu                                     | Teatre Gaudí de Barcelona                                  |
| 2021/22   | Billy Elliot                                      | Conjunt / Alternant avia | David Serrano                                   | Teatre Victòria                                            |
| 2022/23   | La Cage Aux Folles                                | Jackeline                |                                                 |                                                            |

## Premis i nominacions
| Any  | Premi                     | Categoria                      | Treball                                                           | Resultat  |
| ---- | ------------------------- | ------------------------------ | ----------------------------------------------------------------- | --------- |
| 1997 | Premi FAD                 | Music Hall i Arts Parateatrals | Company (interpretació del número You Could Drive a Person Cracy) | Guanyador |
| 2010 | Premis Butaca             | Millor actriu de musical       | The Black Rider                                                   | Nominada  |
| 2013 | Premis Butaca             | Millor actriu de musical       | T'estimo, ets perfecte... ja et canviaré!                         | Nominada  |
| 2017 | Premios de Teatro Musical | Millor Actriu de Repartiment   | Moustache                                                         | Guanyador |

| Any  | Premi                  | Categoria                                        | Treball              | Resultat  |
| ---- | ---------------------- | ------------------------------------------------ | -------------------- | --------- |
| 2006 | Premi Ondas            | Premi Ondas                                      | El coro de la cárcel | Guanyador |
| 2007 | Premi Festival de Banf | Millor documental reality a nivell internacional | El coro de la cárcel | Guanyador |